# Соллефтео (комуна)
Комуна Соллефтео (швед. Sollefteå kommun) — адміністративно-територіальна одиниця місцевого самоврядування, що розташована в лені Вестерноррланд у північній Швеції.
Соллефтео 19-а за величиною території комуна Швеції. Адміністративний центр комуни — місто Соллефтео.

## Населення
Населення становить 19 814 чоловік (станом на вересень 2012 року). 
| Кількість населення комуни Соллефтео за 1970-2010 роки | Кількість населення комуни Соллефтео за 1970-2010 роки | Кількість населення комуни Соллефтео за 1970-2010 роки | Кількість населення комуни Соллефтео за 1970-2010 роки | Кількість населення комуни Соллефтео за 1970-2010 роки |
| ------------------------------------------------------ | ------------------------------------------------------ | ------------------------------------------------------ | ------------------------------------------------------ | ------------------------------------------------------ |
| Рік                                                    |                                                        |                                                        | Населення                                              |                                                        |
| 1970                                                   | 1970                                                   |                                                        | 27 495                                                 | 27 495                                                 |
| 1975                                                   | 1975                                                   |                                                        | 26 210                                                 | 26 210                                                 |
| 1980                                                   | 1980                                                   |                                                        | 26 053                                                 | 26 053                                                 |
| 1985                                                   | 1985                                                   |                                                        | 25 401                                                 | 25 401                                                 |
| 1990                                                   | 1990                                                   |                                                        | 24 840                                                 | 24 840                                                 |
| 1995                                                   | 1995                                                   |                                                        | 23 936                                                 | 23 936                                                 |
| 2000                                                   | 2000                                                   |                                                        | 21 978                                                 | 21 978                                                 |
| 2005                                                   | 2005                                                   |                                                        | 20 976                                                 | 20 976                                                 |
| 2010                                                   | 2010                                                   |                                                        | 20 255                                                 | 20 255                                                 |
| Джерело: SCB                                           |                                                        |                                                        |                                                        |                                                        |

## Населені пункти
Комуні підпорядковано 6 міських поселень (tätort) та сільські, більші з яких:
- Соллефтео (Sollefteå)
- Форсму (Forsmo)
- Юнселе (Junsele)
- Лонгселе (Långsele)
- Несокер (Näsåker)
- Рамселе (Ramsele)

## Міста побратими
Комуна підтримує побратимські контакти з такими муніципалітетами:
- Комуна Стейнк'єр, Норвегія
- Уусікарлепюю, Фінляндія
- Гаммель, Данія

## Галерея

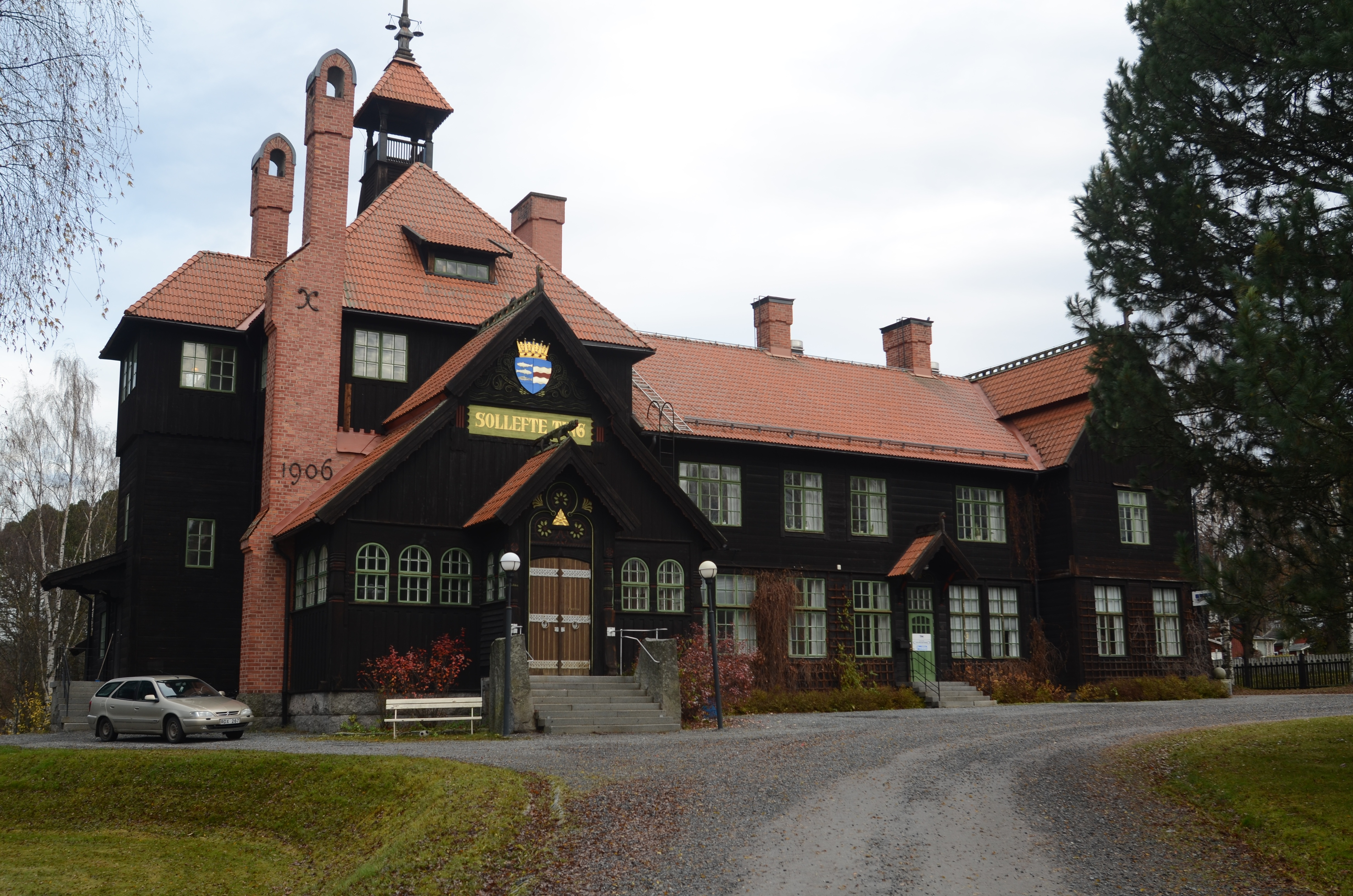
Будинок суду (Соллефтео)
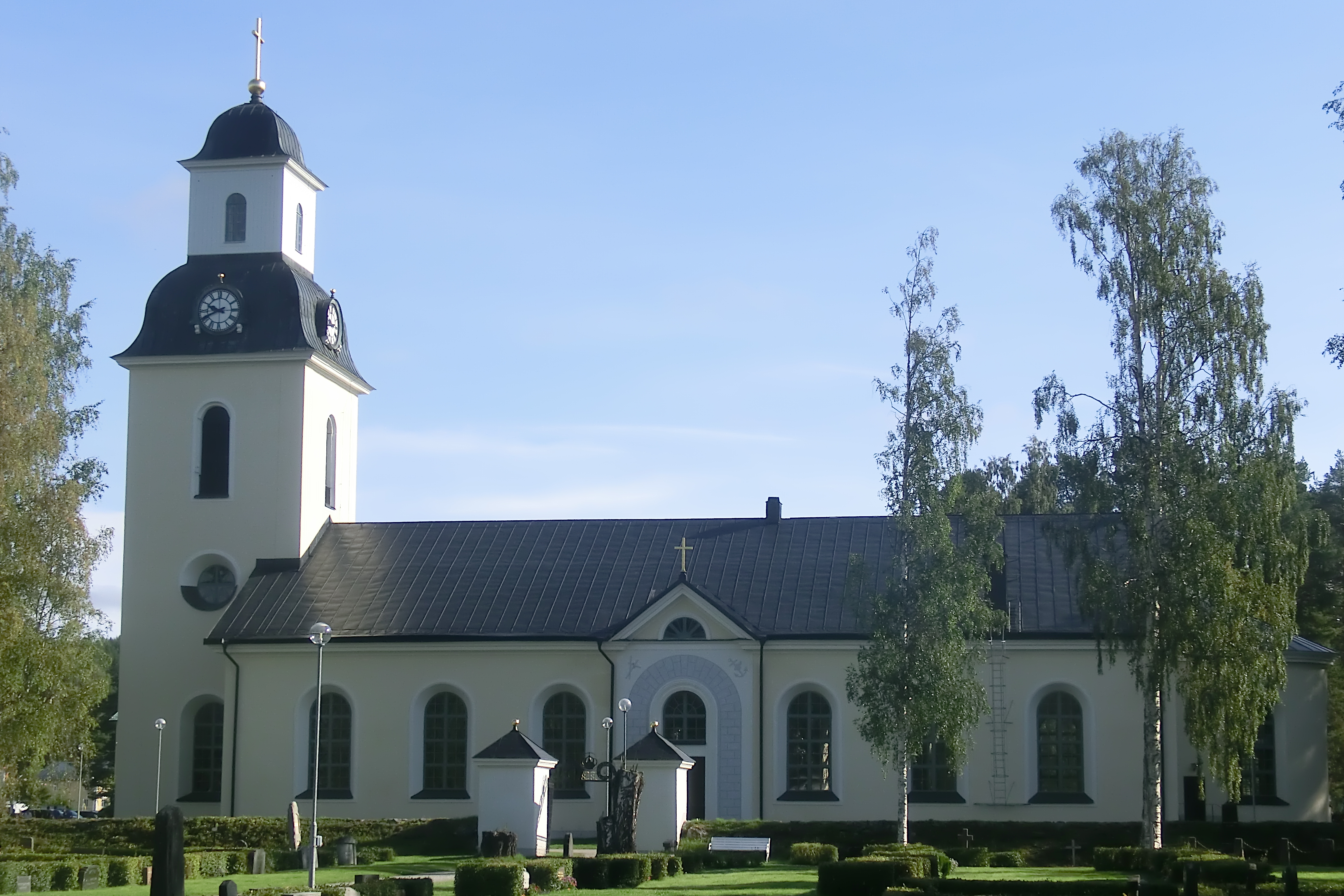
Церква (Рамселе)
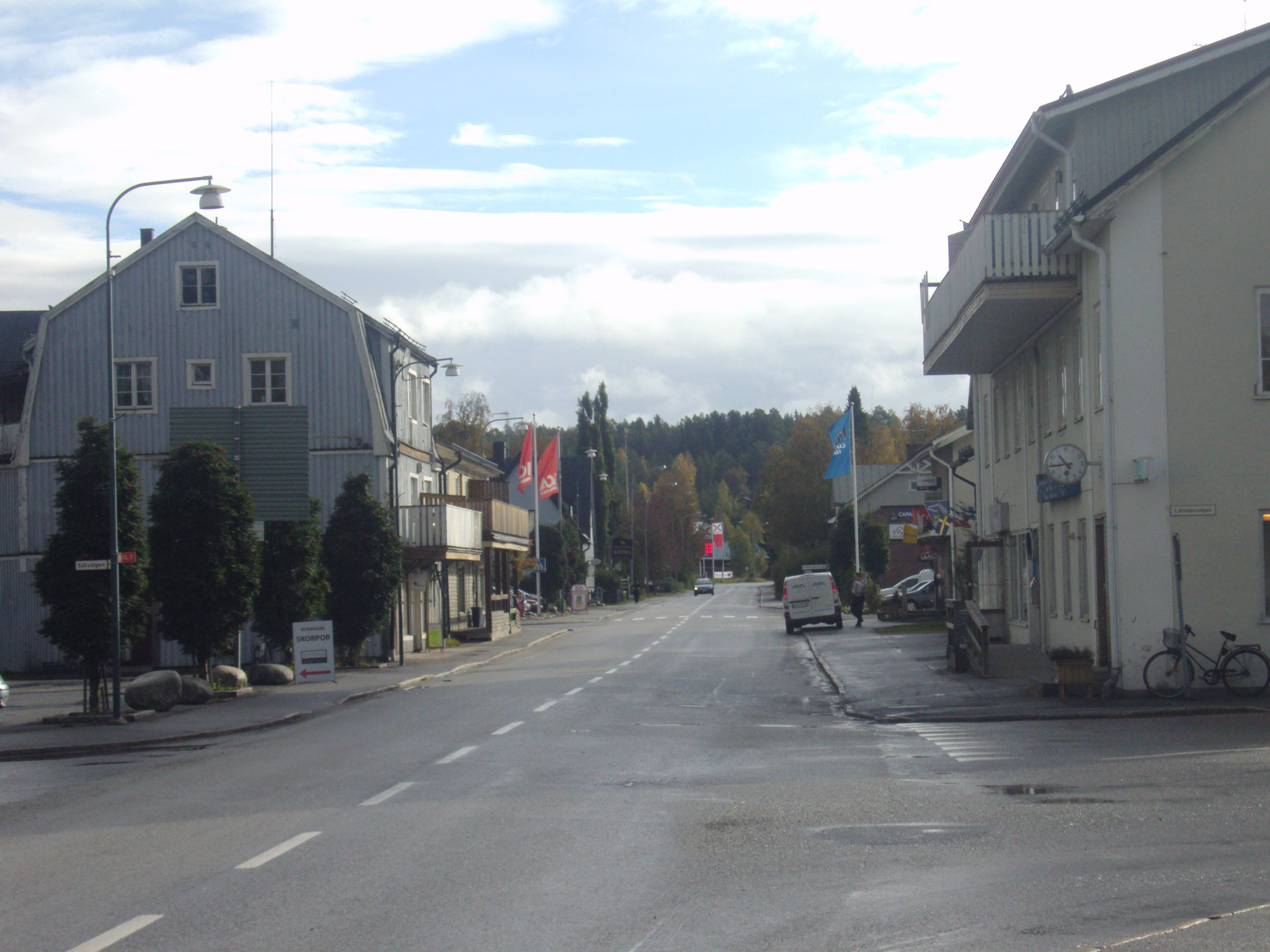
Містечко Юнселе
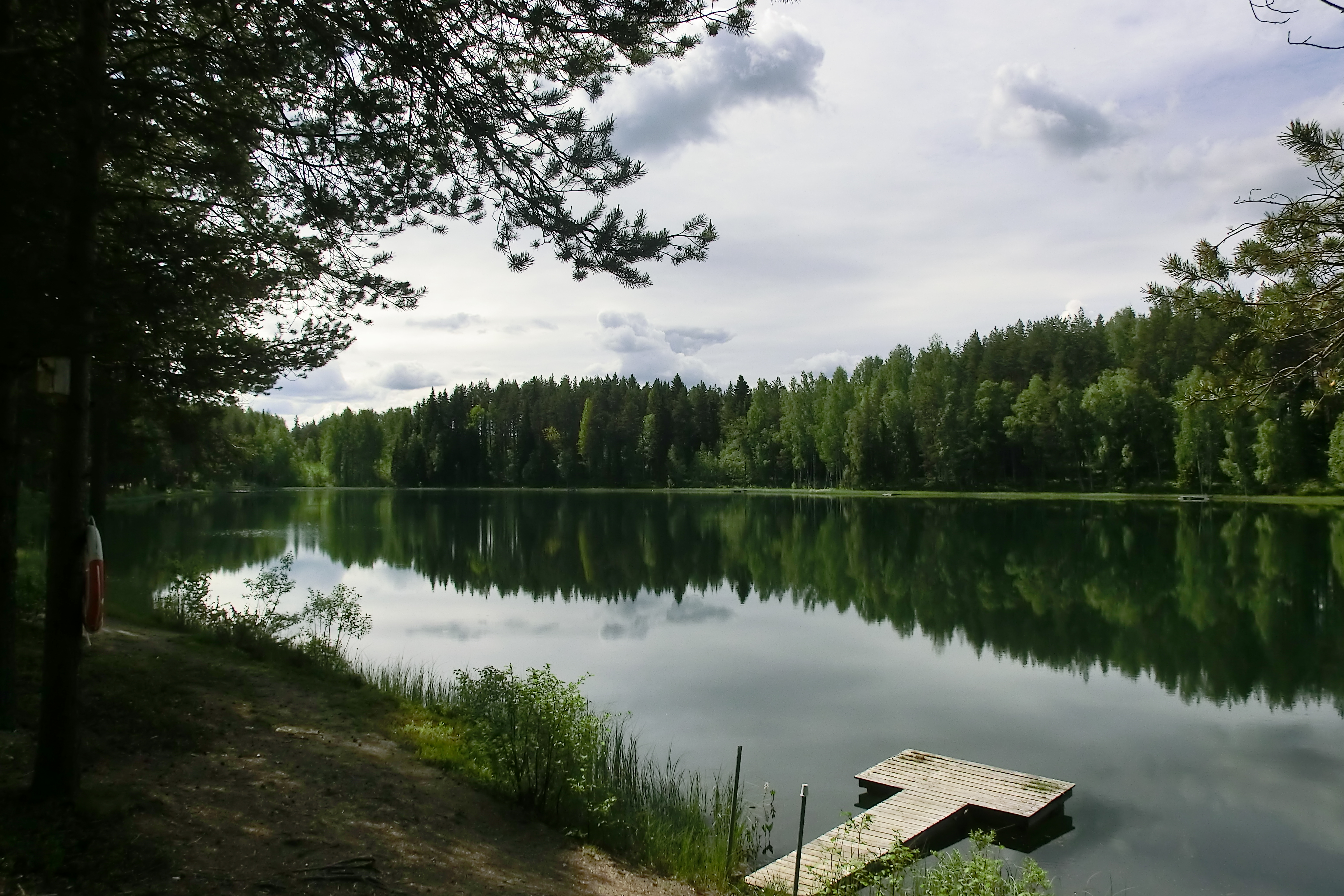
Озеро Блотєрн